# 39748 Guccini
39748 Guccini è un asteroide della fascia principale. Scoperto da Luciano Tesi e Gabriele Cattani il 28 gennaio 1997, presenta un'orbita caratterizzata da un semiasse maggiore pari a 2,5781016 UA e da un'eccentricità di 0,1783622, inclinata di 10,78092° rispetto all'eclittica.
Fa parte della famiglia di asteroidi Brangäne.
Tesi e Cattani hanno dedicato il nome dell'asteroide al cantautore Francesco Guccini, nato a Modena il 14 giugno 1940.